# Peter Freiheit
Wolfgang Peter Freiheit (* 14. Januar 1940 in Breslau; † 4. Dezember 2001 in Halle (Saale)) war ein deutscher Komponist, Violoncellist und Pianist.

## Leben

Peter Freiheit 1978

### Kindheit, Ausbildung und Studium
Freiheit verlebte seine Kindheit und Jugend in Halle (Saale).
Wegen der zunehmenden Bombardierungen lebte er ab 1943 bis zum Ende des Krieges bei Verwandten in der Nähe von Liegnitz in Niederschlesien. Er war von 1951 bis 1954 Mitglied des Stadtsingechores Halle. In dieser Zeit erhielt er auch ab 1953 ersten Unterricht im Klavierspiel, seit 1954 zusätzlich im Fach Violoncello und Cembalo. Nach der Grundschule kam er im Alter von 14 Jahren an die Georg-Friedrich-Händel-Fachgrundschule für Musik und studierte dann von 1958 bis 1962 am Konservatorium Halle/S. bei Heinz Lösche Violoncello und bei Gerd Ochs Komposition. Im Rahmen dieses Studiums absolvierte er ein Praktikum als Cellist im Staatlichen Kulturorchester Mühlhausen. Im März 1962 heiratete er die Sängerin Inge Nahlik und im Juni wurde sein Sohn Jan geboren.

### Erste Engagements
Im Anschluss an das Studium folgte das erste Engagement als stellvertretender Solocellist am Landestheater Altenburg, ehe er 1963 zum Staatlichen Sinfonieorchester Halle wechselte. Ein Jahr später wurde seine Tochter Uta geboren. Kurz darauf gründete er die „Kammeroper 65“, ein Ensemble, welches die Essenz seiner gesamten musikalischen Tätigkeit war: die große Form in kleiner Besetzung und auf kleine Bühnen zu bringen. Diese Idee wurde von ihm nach einer längeren Unterbrechung mit der „Halleschen Kammeroper“ später wieder neu aktiviert. Die erste Ehe mit Inge Nahlik-Freiheit wurde 1968 geschieden.

### Wirken als Musiker in Halle
1969 wechselte er an das Theater Junge Garde in Halle als Musikalischer Leiter. Hier entstanden bis 1977 zahlreiche Schauspielmusiken. Spielte er in seinen eigenen Werken bis 1972 noch selbst das Violoncello, trat er fortan nur noch als Pianist und Cembalist auf, von wo aus er auch die Konzerte leitete.
Im Jahre 1975 heiratete er erneut Inge Nahlik-Freiheit und zog nach Berlin um. Seit 1977 wirkte er hier und in Halle ausschließlich als freischaffender Komponist und Musiker.
Nach der zweiten Scheidung kehrte er 1981 nach Halle zurück und gründete hier sein zweites Opernunternehmen, die „Hallesche Kammeroper“, vorrangig als Ensemble zur Aufführung seiner Kompositionen in Verbindung mit Musik des 18. Jahrhunderts.
Während seiner Zeit in Halle setzte sich Peter Freiheit im „Arbeitskreis Reinhard Keiser“ intensiv für das Werk und Schaffen Reinhard Keisers und die Förderung der Kammermusik ein. Die „Hallesche Kammeroper“ hatte dabei einen entscheidenden Anteil an der Pflege des Werkes von Reinhard Keiser. Im Rahmen des Fördervereins wurden auch seine eigenen Werke aufgeführt.
Bei den XVI. Hallischen Musiktagen wurde am 31. Oktober 1982 die Kammeroper Der Bär von Peter Freiheit unter Leitung des Komponisten aufgeführt. Im Rahmen der XVII. Hallischen Musiktage folgte 1984 die Uraufführung der Kammeroper Der Heiratsantrag mit dem Händelfestspielorchester unter Leitung von Christian Kluttig.
Sehr aufmerksam wurden seine Aufführungen von der Presse in Sachsen-Anhalt verfolgt, was sich in zahlreichen Zeitungskritiken und Komponistenporträts widerspiegelt.

### Letzte Jahre
1988 ehelichte er die Sängerin Angelika geb. Plass. Seine beiden Frauen haben immer eine zentrale Rolle in seinen Kompositionen und Konzerten gespielt, sei es in den Kammeropern oder im Liedschaffen. Aufgrund einer schlechten Auftragslage und fehlender Unterstützung aus Politik und Wirtschaft versuchte er 1994 mit der Gründung des Vereins „Händeliana“ zur Förderung der Kammermusik und Kammeroper im Spannungsfeld zwischen Alter und Neuer Musik Sponsoren und Förderer zu finden.
Wegen seines sich verschlechternden Gesundheitszustandes kamen diese Bemühungen aber nicht mehr nennenswert zum Tragen. Die letzten Jahre seines Lebens verbrachte er in einem Pflegeheim in Halle.

## Werke (Auswahl)
- Römische Liebe (Opernszenen, 1965)
- Violoncellokonzert (1. Fassung 1968, 2. Fassung 1978, UA 20. November 1978 Halle/S.)
- Cembalokonzert (1968)
- Pesterwitzer St. Jacobus-Kantate (1973)
- Sieben Hallesche Porträts (Kammermusik, 1974)[5]
- Chilenisches Konzert für Flöte, Alt und Orchester (1974)
- Amphitruo (Oper, 1975)
- Das Lied der Lieder (Kantate, 1975)
- Vier Arno-Holz-Lieder (1977)
- Schloß und Park Mosigkau (Kammermusik, 1977)
- Libysche Ode (1979)
- Bläserquintett Nr. 1 (1979)[6]
- Elf Altfranzösische Chansons (1980)[7]
- Der Bär (Kammeroper nach Tschechow, 1982)[8]
- Der Heiratsantrag (Kammeroper nach Tschechow, 1984)
- Schaffrath-Adaption (1985)[9]
- Bläserquintett Nr. 2 (1988)[10]
- Der Müntzer mit dem Schwert von Gideon (Kantate, 1990)